# 거합도

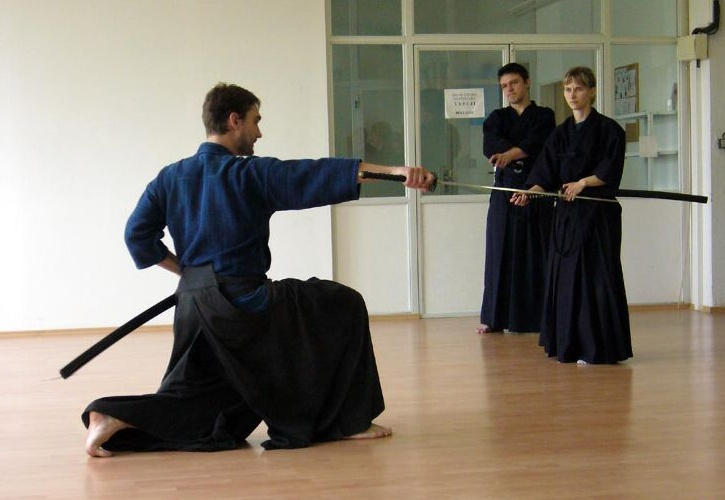

거합도(일본어: 居合道 이아이도우[*])는 고류무술의 일종인 발도술을 현대무술화한 무술이다.
거합도의 원류인 발도술은 센고쿠 시대로부터 에도 시대 초기에 걸쳐 하야시자키 진스케에 의해 확립되었다고 하며, 이후 에도 시대에 수많은 유파가 생겨났다.
메이지 유신 이후 신정부 정책에 따라 발도술은 쇠망했으나, 메이지 28년(서기 1895년) 대일본무덕회가 결성되어 다른 무술과 함께 발도술도 진흥을 도모했다. 대일본무덕회는 뛰어난 발도술 연무자에게 각종 칭호를 수여했다. 당대에는 "거합도"보다는 "거합술"이라는 호칭이 일반적이며, 대일본무덕회에서는 거합술이라고 호칭하였다.
쇼와 20년(서기 1945년) 태평양 전쟁에서 일본이 패전한 후 대일본무덕회는 미군정에 의해 해산되고 다수의 일본도가 압수 및 폐기되었다.
미군정이 끝난 쇼와 27년(서기 1952년) 대일본무덕회의 사실상 후계단체인 전일본검도연맹이 발족했지만 전검련은 검도만을 소관하고 거합도는 다루지 않았다. 이에 무쌍 지키덴 이신류 제20대 종가 고노 햐쿠렌 등이 쇼와 29년(서기 1954년) 전일본거합도연맹을 결성했다.

## 같이 보기
- 국제 검도 연맹